# 雷禮義
雷禮義（英語：Lui Lai Yee，1948年12月4日—2019年7月5日），廣東台山人，綽號「雷老虎」、「雷 sir」、「大聲公」。香港電視排球評述員，正職體育教師，兼任國際排球裁判。他是香港首位國際排球裁判。常用體育術語「食叉燒」（叉燒為「chance」的音譯，意指取得機會球）便是由他所創。

## 生平
雷禮義在1948年生於中國台山，幼年遷居香港深水埗，就讀位於大南街的南英中學（小學部；1960年小六，同屆同學尚有香港銀行家鄭海泉）及香港大同中學（1965年中五），中五畢業後於柏立基教育學院修讀體育文憑課程，一畢業就在現已停辦的香港基教書院小學部任教5年，其後先到司徒拔道嶺南中學教授體育科，再轉往陳樹渠紀念中學任體育主任，學生包括演員張達明及陶大宇、香港中文大學體育運動科學系教授夏秀禎、香港理工大學校長唐偉章等；另一排球評述員徐嘉諾亦為其排球學生。他年少時曾為排球運動員，可因傷患而選擇退役，且朝著裁判方向發展，1976年更成為了香港首位獲得國際排聯裁判資格的人士（此資格限期至五十五歲）。
1982年，雷禮義於阿根廷舉行的世界排球錦標賽擔任球證，1983年起為無綫電視評述排球賽事，其原意是為推廣排球運動。他為令普羅大眾更明白排球賽事，自創不少排球術語，如「食叉燒！」，即「chance」機會之台山話諧音，加上其評述時獨有的聲大及緊張語氣，為觀眾熟悉；又曾在2008年北京奧運會裡夥拍李思雅到北京現場評述排球賽事。2019年7月5日，他在屯門醫院因病離世，終年71歲，消息由其家人及體育主持丘雨勤於同月22日透過面書發佈；而其生前也一直擔任裁判導師，並任職於大學聯校運動中心。

## 主要評述賽事

### 比賽
- 1984年洛杉磯奧運
- 1988年漢城奧運會
- 1992年巴塞隆拿奧運會
- 1996年阿特蘭大奧運會
- 2000年悉尼奧運會
- 2004年雅典奧運會
- 2008年北京奧運會
- 2012年倫敦奧運會
- 2016年里約熱內盧奧運會
- 世界女排大獎賽

## 演出作品

### 電視節目
- 2012年：今日VIP - 10月26日嘉賓
- 2016年：我愛香港 - 第2集嘉賓

## 資料來源
1. ↑  . 陳樹渠紀念中學校友. 2019  [2021-10-07]. 原始内容存档于2021-10-07.
2. 1 2  . 華僑日報. 1960-08-03: 14  [2022-04-13].
3. ↑  . 華僑日報. 1965-08-07: 19  [2021-11-16]. （原始内容存档于2021-11-16）.
4. 1 2 3 4 5  . 壹週刊 第966期. 2008-09-11.
5. ↑  . 陳樹渠紀念中學. 1986  [2021-10-07]. 原始内容存档于2021-10-07.
6. ↑  . 香港經濟日報. 2019-07-22  [2019-07-23]. （原始内容存档于2019-07-23）.
7. ↑  . 香港蘋果日報. 2002-08-02.
8. ↑  . 明報新聞網. 2019-07-22  [2019-07-22]. （原始内容存档于2019-07-23）.
9. ↑  . 頭條日報. 2019-07-22  [2019-07-22]. （原始内容存档于2019-07-22）.

## 外部連結
- 雷禮義的Facebook專頁